# Martha Ávila Ventura
Martha Soledad Ávila Ventura (Ciudad de México; 16 de abril de 1964) es una política mexicana, diputada y coordinadora del grupo parlamentario del partido MORENA en el Congreso de la Ciudad de México en la II Legislatura del Congreso Local de la Ciudad de México.Según Campaign and Elections México se encuentra entre las 100 mujeres más influyentes de la política mexicana

## Biografía
Es licenciada en Pedagogía con formación en Administración de Recursos Humanos, especialista en Derecho Parlamentario y Técnica Legislativa.
Luchadora social, que a raíz del terremoto de 1985 en México inició su lucha social en un movimiento en favor de la vivienda para las personas afectadas por ese terrible hecho. Más adelante en 1987, participó en la fundación de la Unión Popular Revolucionaria Emiliano Zapata, así mismo, colaboró activamente cuando diversos partidos y organizaciones sociales se pronunciaron por el apoyo a la candidatura presidencial del ingeniero Cuauhtémoc Cárdenas por el Frente Democrático Nacional, como parte de la lucha por la democracia en aquel momento en el país.
De 2000 al 2003 fue regidora del municipio de Nezahualcóyotl por el Partido de la Revolución Democrática. Desde el año 2008, ha desempeñado diversos cargos en la Administración Pública dentro del gobierno central, la Procuraduría Social y a nivel delegacional en Iztapalapa y Azcapotzalco. Ha acompañado a la alcaldesa de Iztapalapa Clara Brugada, como una de sus principales promotoras, desde hace más de 15 años para garantizar el derecho al agua. Así mismo, participó como fundadora de Morena en 2011.
En noviembre de 2018, tomó protesta como diputada local por el Distrito 28 en Iztapalapa y en febrero de 2020 fue electa como coordinadora de la bancada de Morena en la I Legislatura del Congreso de la Ciudad de México. En la I Legislatura participó en la elaboración y dictaminación de la nueva Ley de Salud de la Ciudad de México, aprobada y publicada en 2021, la cual establece un nuevo modelo en salud para la Ciudad, denominado Salud en tu Vida.
En el proceso electoral de 2021, Martha Ávila fue reelecta como diputada local, para participar en la II Legislatura, cargo que asumió en septiembre del mismo año. Actualmente, es integrante en las comisiones de Salud, Atención al Desarrollo de la Niñez, Presupuesto y Cuenta Pública, Transparencia y Combate a la Corrupción, así como, Uso y Aprovechamiento del Espacio Público.
En 2024 contendió por la nominación de la coalición Sigamos Haciendo Historia para la Alcaldía de Iztapalapa. Sin embargo, quedó en segundo lugar, por detrás de Aleida Alavez Ruiz. Posteriormente se determinó que compitiera por su reelección en el vigésimo octavo distrito local, otra vez en Iztapalapa.